# Christof Krause

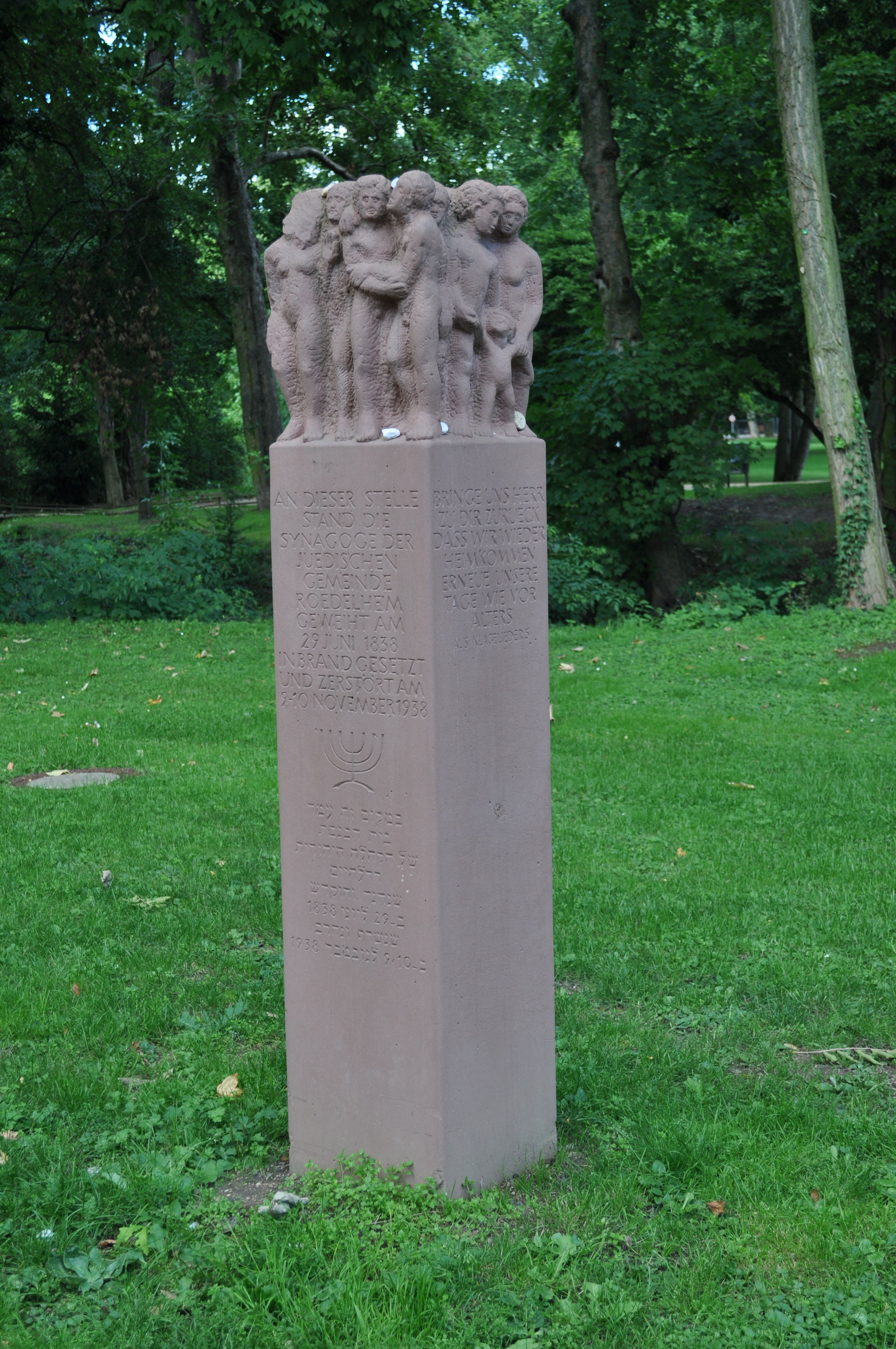
Rödelheim, Synagogendenkmal

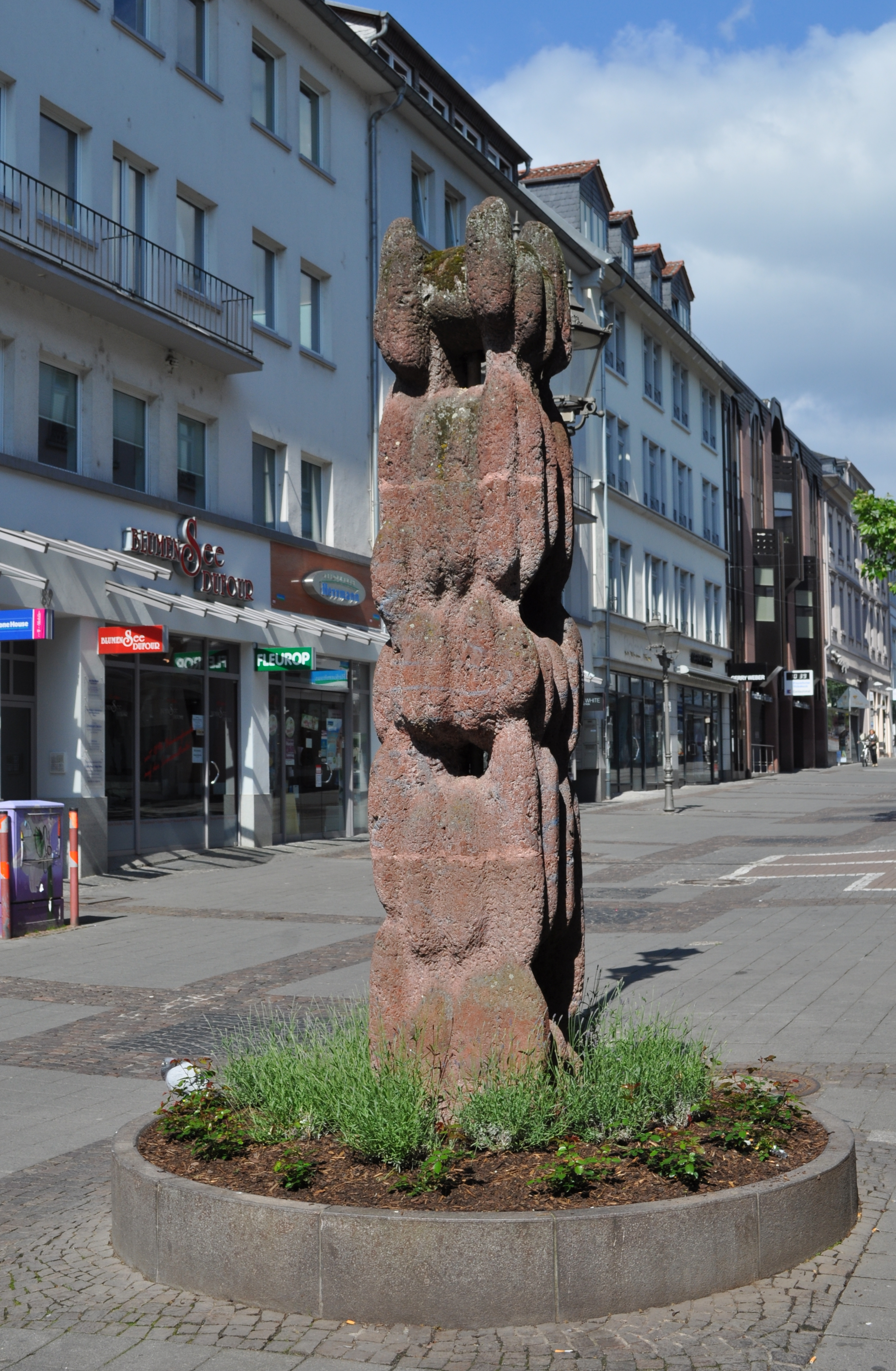
Tuffsäule auf der Louisenstraße

Christof Krause (* 19. Januar 1928 in Gohlitz (polnisch Golice) bei Frankfurt (Oder); † 27. Januar 2005 in
Frankfurt am Main) war ein Bildhauer aus Bad Homburg vor der Höhe-Ober-Eschbach.

## Leben
1933 zog die Familie von Gohlitz nach Frankfurt (Oder). 1938 bis 1941 lebte sie in Berlin-Charlottenburg. Krause lernt bei den Großeltern den Maler Fidus kennen. 1942 besuchte er die Holzschnitzschule Bad Warmbrunn in Niederschlesien. 1945 floh er nach Hessen. Ab 1947 studiert Krause an der Städelschule Frankfurt am Main bei Hans Mettel. Von 1951 bis 1954 macht er eine Lehre als Modellschreiner. Ab 1954 arbeitete er in eigener Werkstatt in Bad Homburg-Ober-Eschbach. Es entstanden Arbeiten für die evangelische Kirche von Ober-Eschbach, das katholische Studentenheim Frankfurt am Main, die Kirche in Mengerskirchen und die katholische Kirche in Gonzenheim. 1975 war er Teil des Künstlersyndikats Frankfurt und des Wohn- und Arbeitshofs Neu-Anspach. Ab 1978 hatte er seine Werkstatt in Ober-Eschbach. Es entstanden der Brunnen Bad Homburg, der Einhornbrunnen Ober-Eschbach, der Brunnen Ober-Erlenbach, die Gedenktafel (Landauer – Frankfurt), das Mahnmal für die zerstörte Synagoge in Frankfurt am Main-Rödelheim und zahlreiche Kleinplastiken. Krause gründet nach 1978 eine Familie. Im November 2004 fand die letzte Werkstattausstellung gemeinsam mit Christa Krause in Bad Homburg-Ober-Eschbach statt.

## Öffentlich zugängliche Werke
- 1977 Brunnen in der Louisenstraße, Bad Homburg
- 1980 Denkmal für die 1938 zerstörte Synagoge in Frankfurt am Main-Rödelheim
- 1988 Eulen auf dem Kirchplatz in Ober-Eschbach
- 1988 Einhornbrunnen vor dem Alten Rathaus in Ober-Eschbach
- 1992 "Frau Garbe" Hofeinfahrt Ober-Eschbacher-Straße 37 (Vormals "LUBA GmbH")